# Екситър (град, Калифорния)
Екситър (на английски: Exeter) е град в окръг Тюлери, щата Калифорния, САЩ. Екситър е с население от 10 553 жители (по приблизителна оценка от 2017 г.) и обща площ от 5,8 km². Намира се на 119 m надморска височина. ЗИП кодовете му са 93221, а телефонният му код е 559.